# Schmallenberg
Schmallenberg (pronunciación en alemán: /ˈʃmalənˌbɛʁk/ⓘ) es una ciudad localizada en el distrito de Hochsauerland, en Renania del Norte-Westfalia, Alemania. Cubre un área de 303 km², con una altura sobre el nivel del mar de entre 329 y 831 metros. El 31 de diciembre de 2009, tenía una población 25.533 habitantes, lo que daba una densidad poblacional de 84 habitantes por kilómetro cuadrado.

## Historia
En 1072 estableció el monasterio benedictino al pie de la Wilzenbergs condado. Fue construido en 1200 cerca de un pequeño "smale" castillo. 1244 recibió los derechos de ciudad recibió Schmallenberg, un alcalde y un consejo. En 1812, las murallas fueron derribadas y sus puertas. Para un gran incendio en 1822 quemó 131 casas. Más tarde, la ciudad era un centro de la industria textil Sauerland. Esto le dio a la ciudad el apodo de Schmallenberg ciudad media. Hoy en día, además de la industria textil, especialmente en un medio dominado por la industria y el comercio. La estructura de la actual ciudad se remonta a la reorganización municipal en 1975. En ese momento, la ciudad y el municipio de Schmallenberg Fredeburg se fusionaron en una nueva ciudad.

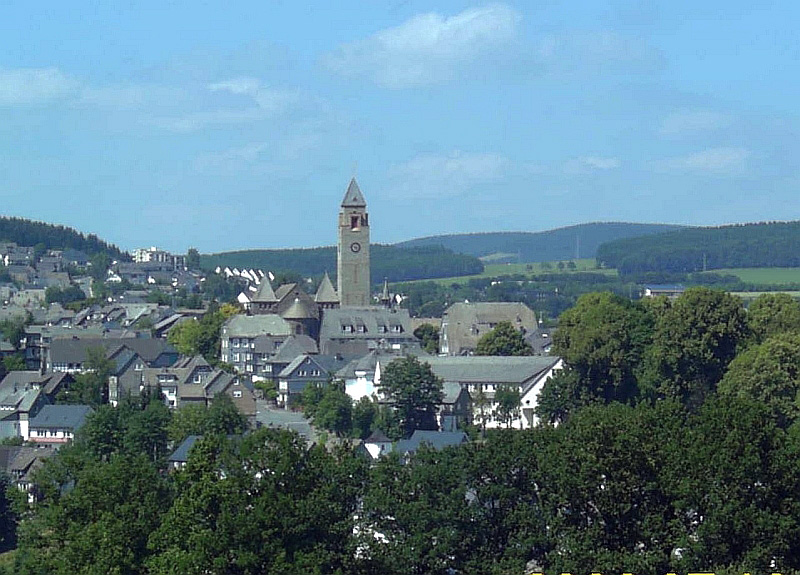
El ciudad de Schmallenberg.

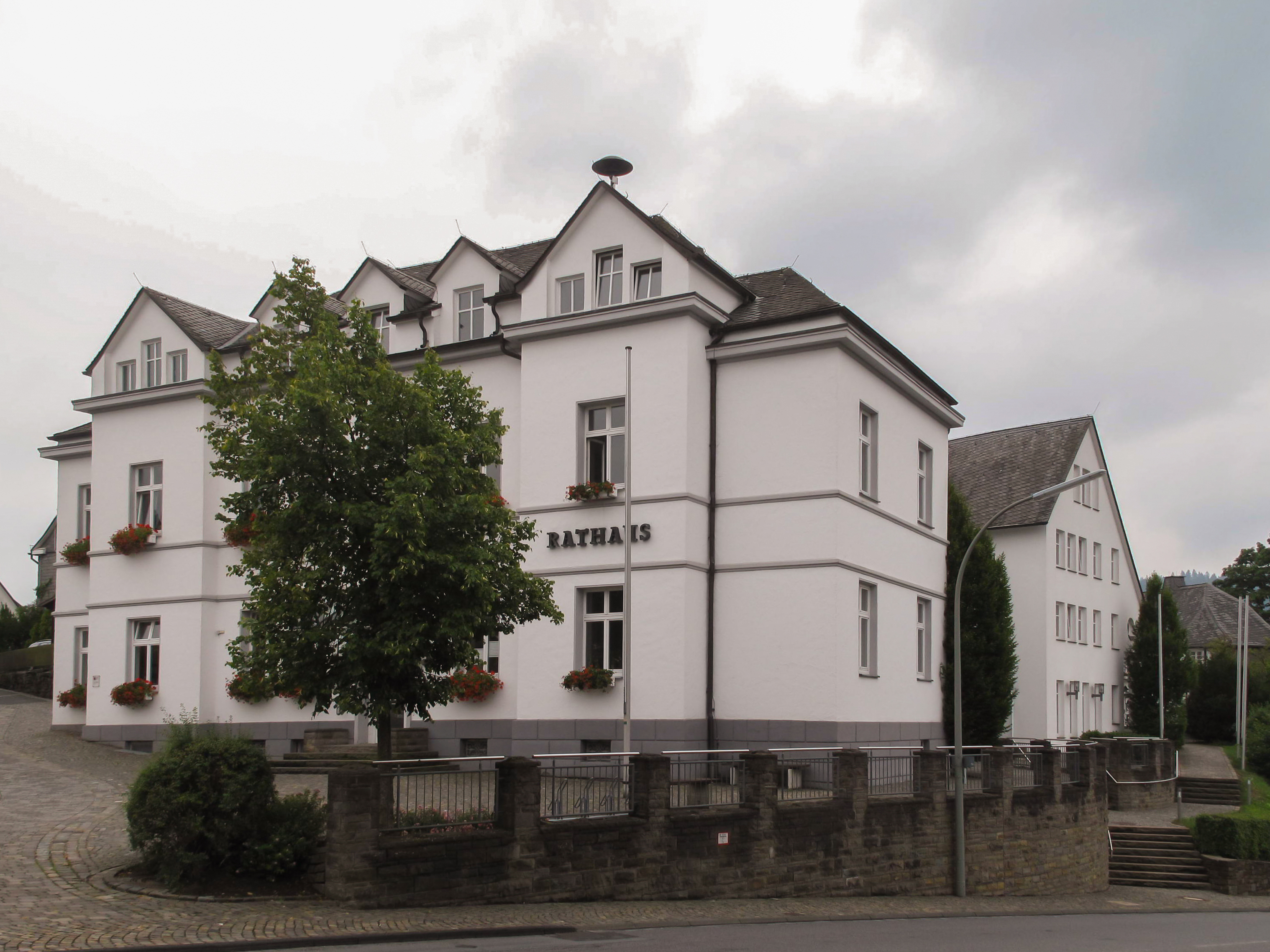
El ayuntamiento de Schmallenberg

## Ciudades hermanadas
- Burgess Hill (Reino Unido)
- Wimereux (Francia)